# Norwalk (Connecticut)
Norwalk is een plaats (city) in de Amerikaanse staat Connecticut, en valt bestuurlijk gezien onder Fairfield County.
Het hoofdkantoor van Xerox Corporation is hier gevestigd.

## Demografie
Bij de volkstelling in 2000 werd het aantal inwoners vastgesteld op 82.951.
In 2006 is het aantal inwoners door het United States Census Bureau geschat op 84.187, een stijging van 1236 (1.5%).

## Geografie
Volgens het United States Census Bureau beslaat de plaats een oppervlakte van
94,1 km², waarvan 59,1 km² land en 35,0 km² water.

## Plaatsen in de nabije omgeving
De onderstaande figuur toont nabijgelegen 'incorporated' en 'census-designated' plaatsen in een straal van 24 km rond Norwalk.

## Stedenband
Norwalk heeft een stedenband met:
- Nagarote (Nicaragua)

## Geboren
- William Thomas Clark (1831-1905), Noordelijke generaal in de Amerikaanse Burgeroorlog en congreslid
- Horace Silver (1928-2014), musicus
- George Smith (1941), wetenschapper en winnaar Nobelprijs voor Scheikunde 2018
- Bruce Weitz (1943), acteur
- Daniel Barry (1953), astronaut
- Vince Mendoza (1961), componist en dirigent
- Roger Bart (1962), acteur
- Scott Sharp (1968), autocoureur
- Jesse Bradford (1979), acteur
- Mac Forehand (2001), freestyleskiër
- Luca Koleosho (2004), Italiaans voetballer

## Overleden
- Reginald Rose (2002), scenarioschrijver